# Le Tréhou
Le Tréhou (bretonisch An Treoù-Leon) ist eine französische Gemeinde im Département Finistère im Westen der Bretagne mit 636 Einwohnern (Stand: 1. Januar 2022). Sie gehört zum Arrondissement Brest und ist Mitglied im Gemeindeverband Communauté d’agglomération du pays de Landerneau-Daoulas. Die Bewohner werden Tréhousiens und Tréhousiennes genannt.

## Geografie

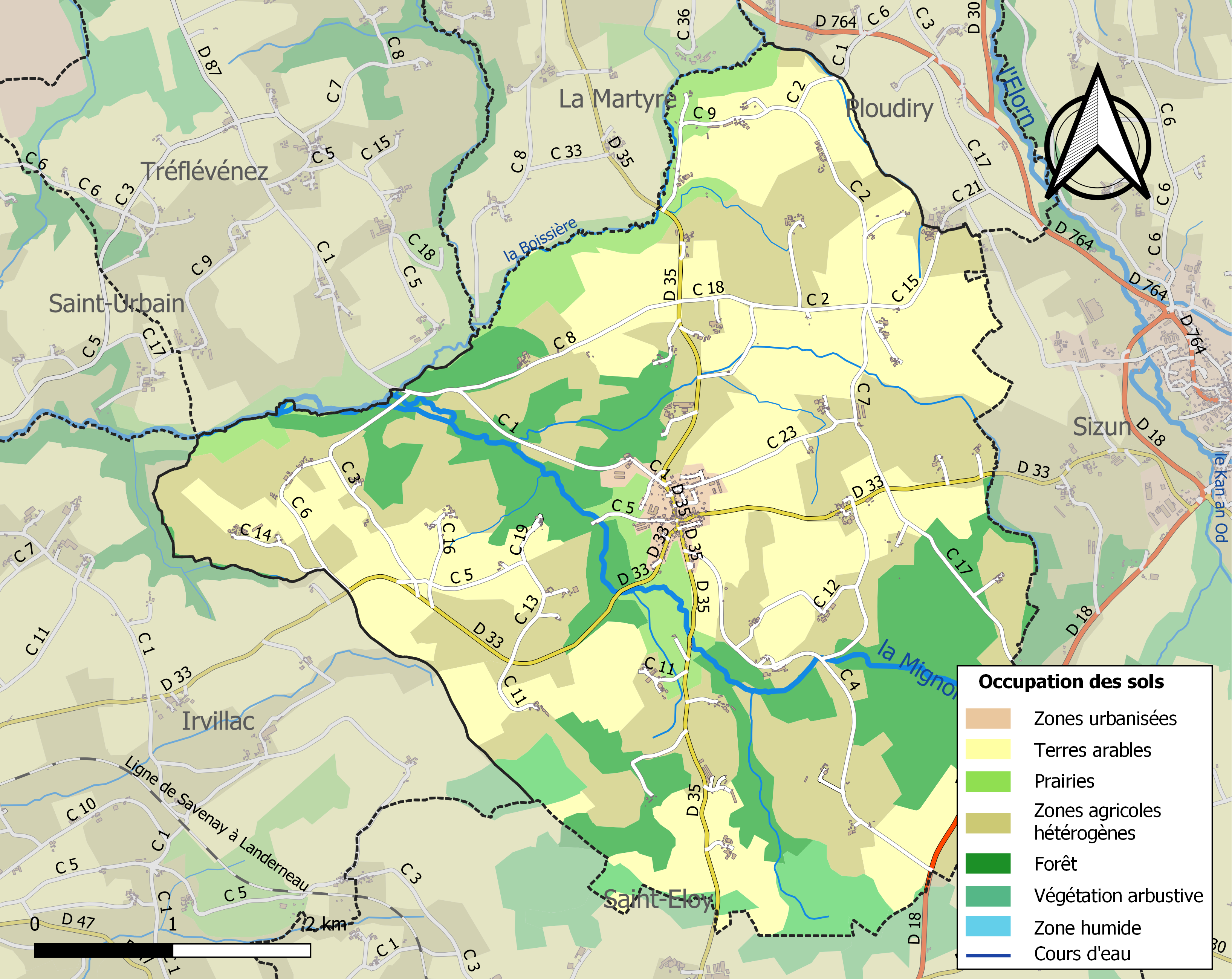
Bodennutzung, Hydrografie und Infrastruktur der Gemeinde (2018)

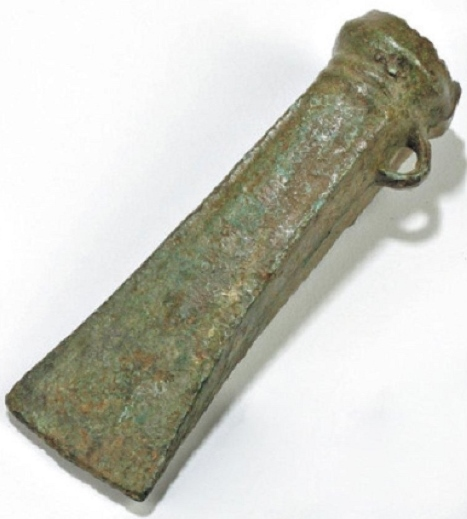
Tüllenbeil, Fund aus Le Tréhou

Le Tréhou befindet sich in der historischen Provinz Pays de Léon am Rand des Regionalen Naturparks Armorique, etwa 26 Kilometer östlich von Brest. Die Gemeinde liegt im nördlichen Zentrum des Départements, westlich der Monts d’Arrée. Die höchsten Erhebungen liegen im südöstlichen Teil des Gemeindegebiets und erreichen 172 m in der Nähe des Weilers Bodénan, fallen aber im westlichen Teil flussabwärts im Tal des Küstenflusses Mignonne auf 36 m ab. Das Zentrum von Le Tréhou liegt rund 97 m über dem Meeresspiegel. Die Täler der Mignonne und mehrerer ihrer kleinen linken Nebenflüsse, die zum größten Teil in der Gemeinde entspringen, schneiden sich ziemlich tief in das Gemeindegebiet ein, was sehr hügelig ist. Das Flüsschen Boissière begrenzt es abschnittsweise im Nordwesten. Die ländliche Landschaft besteht traditionell aus Bocage mit Streusiedlungen in Weilern und isolierten Bauernhöfen.
Das Gebiet von Le Tréhou ist Teil der ZNIEFF-Naturzone „LANDE ET TOURBIERE DE YEUN PORZALLAN“ (530020020) und der ZNIEFF-Naturzone „TOURBIERES ET ROCHERS DE GOAS-SU / PEN AR STANG“ (530020203). Über drei Viertel der Fläche der Gemeinde werden landwirtschaftlich genutzt, etwa 19 % sind bewaldet, vor allem entlang der Mignonne.
Umgeben wird Le Tréhou von den sieben Nachbargemeinden:
| Tréflévénez                    | La Martyre                                  | Ploudiry |
| Saint-Urbain (Berührungspunkt) | Kompassrose, die auf Nachbargemeinden zeigt | Sizun    |
| Irvillac                       | Saint-Eloy                                  |          |

## Geschichte
Tréhou kommt vom bretonischen „treb“ (Dorf).
Die Geburt des Dorfes liegt zwischen 1800 und 800 Jahren v. Chr. Das Leben muss damals reich an Tauschgeschäften gewesen sein, denn 1958 wurde im Weiler Guesman ein großes Lager von 900 Armorican-Äxten entdeckt. Es wird angenommen, dass sie als Währung verwendet wurden.
Die Gallier konnten Vorteile aus der römischen ziehen, weil Historiker vermuten, dass sie bis zum Mittelalter bestimmte befestigte Lager (Quillivinnec und Brec'hoat) bewohnt hatten.
Der Name der Gemeinde taucht im 14. Jahrhundert auf. Tréhou stammt wahrscheinlich aus der Teilung der Pfarrei Ploudiry. Die Pfarrei Tréhou wird 1330 während des Prozesses der Heiligsprechung des Ivo Hélory erwähnt. Folgende Bezeichnungen sind in der Folge anzutreffen: „Treffou“ (um 1330), „Trevou“ (1363), „Treffvou“ (1446), „Treffou“ (1467 und 1618), „Treffuou“ (1481), „Le Treffvou“ (1521), „Trehon“ (1793) und „Le Trehou“ (1801).
Der Anbau von Flachs ist seit langem der Reichtum des Landes. Es waren die sogenannten Julodes, wohlhabende Bauern, Kaufleute und Leinenproduzenten, die die Gemeinde leiteten.

## Bevölkerungsentwicklung
| Jahr                       | 1962 | 1968 | 1975 | 1982 | 1990 | 1999 | 2006 | 2013 | 2020 |
| Einwohner                  | 619  | 596  | 527  | 453  | 395  | 408  | 504  | 618  | 644  |
| Quellen: Cassini und INSEE |      |      |      |      |      |      |      |      |      |

## Sehenswürdigkeiten
- Umfriedeter Pfarrbezirk mit
  - der Kirche Sainte-Pitère, im 17. Jahrhundert neu gebaut
  - dem Calvaire Le Tréhou, errichtet 1578, seit 1926 als Monument historique eingeschrieben.

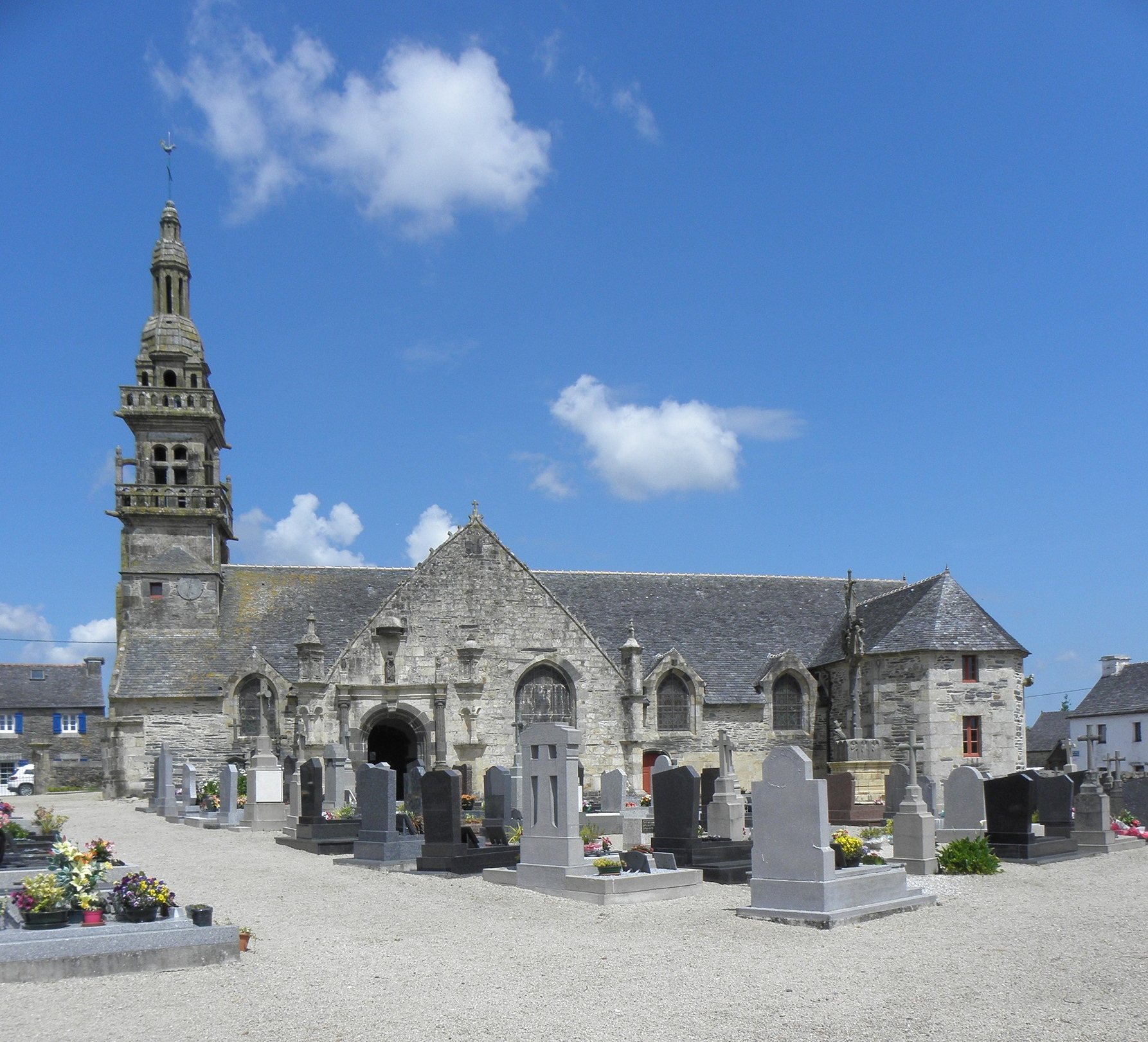
Kirche Sainte-Pitère
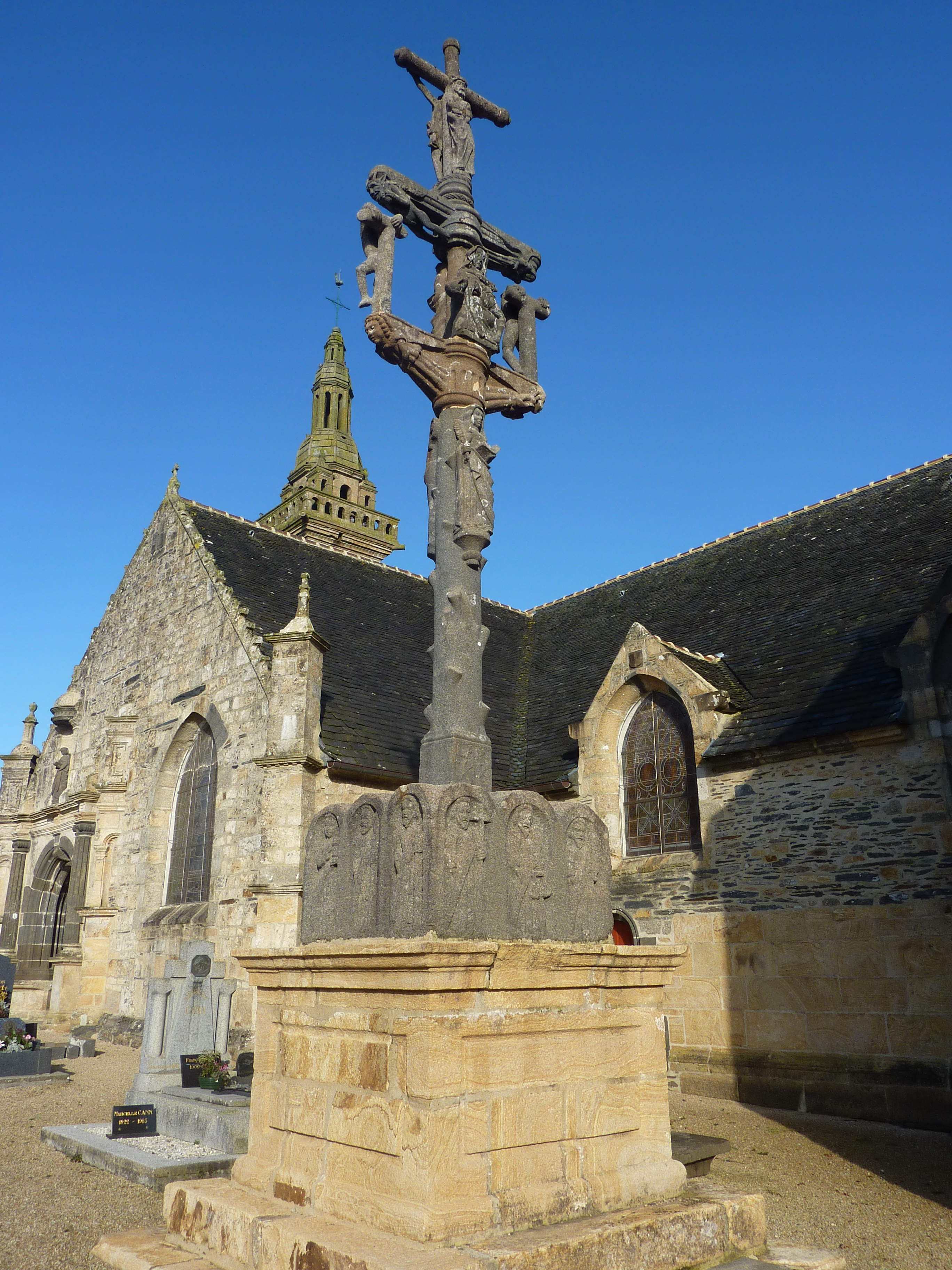
Calvaire Le Tréhou

## Verkehr
Die Gemeinde ist nur von Nebenstraßen erschlossen, die wichtigste ist die Departementsstraße 33, die sie durchquert und mit Daoulas über Irvillac im Westen verbindet, im Osten mit Sizun.